# Boeing 707
Boeing 707 je srednje veliko ozkotrupno  štirimotorno reaktivno potniško letalo ameriškega proizvajalca Boeing.
Lahko pelje 140-189 potnikov največ 10600 kilometrov daleč. Je Boeingovo prvo reaktivno potniško letalo, sicer pa ni prvo reaktivno potniško letalo, je pa prvo ki je bilo komercialno uspešno z 1010 izdelanimi letali v obdobju 1958-1979. Letalo izhaja iz modela Boeing 376-80
Letalo je bilo eno izmed najbolj uporabljanih reaktivnih letal za prevoz potnikov in naj bi privedel do t. i. Jet Age. Uporabljali so ga za notranje, transkontintalne in transatlantske lete. Prav tako so ga uporabljali za prevoz tovora in vojaške opreme. Verzija E-3 Sentry je imela na streho velik rotirajoči radar AWACS za zgodnje opozarjanje. 
Verzija C-137 pa je bila namenjena za VIP transport. C-135 Stratotanker pa je bil uporabljen za prečrpavanje goriva v zraku. 
Sprva je imel preprostejše turboreakcijske motorje, pozneje pa na verziji 707-120B in -320B pa bolje ekonomične in tišje turboventilatorske motorje. 

## Tehnične specifikacije
|                       | 707-120                                                          | 707-320                                         | 707-120B                                        | 707-320B                                                      |
| --------------------- | ---------------------------------------------------------------- | ----------------------------------------------- | ----------------------------------------------- | ------------------------------------------------------------- |
| Posadka               | 3-4                                                              | 3-4                                             | 3-4                                             | 3-4                                                           |
| Število potnikov      | 179                                                              | 189                                             | 110 (2-razreda) 179 (1-razred, maks. )          | 147 (2-razreda) 219 (1-razred, maks)                          |
| Dolžina               | 144 ft 6 in                                                      | 152 ft 11 in                                    | 145 ft 1 in (44,07 m)                           | 152 ft 11 in (46,61 m)                                        |
| Razpon kril           | 130 ft 10 in (39,90 m)                                           | 142 ft 5 in                                     | 130 ft 10 in (39,90 m)                          | 145 ft 9 in (44,42 m)                                         |
| Višina repa           | 38 ft 8 in                                                       | 38 ft 8 in                                      | 42 ft 5 in (12,93 m)                            | 42 ft 5 in (12,93 m)                                          |
| Maks. vzletna teža    | 247 000 lb                                                       | 315 000 lb                                      | 257 000 lb (116 570 kg)                         | 333 600 lb (151 320 kg)                                       |
| Prazna teža           | 109 700 lb                                                       | 120 000 lb                                      | 122 533 lb (55 580 kg)                          | 146 400 lb (66 406 kg)                                        |
| Vzletna razdalja      | 10 200 ft (3 109 m)                                              | 11 000 ft (3 353 m)                             | 9 000 ft (2 900 m)                              | 10 840 ft (3 280 m)                                           |
| Kapaciteta goriva     | 13.478 US gal (51.020 L) 710 US gal (2.700 L) vode               | 21.200 US gal (80.000 L) (brez vode)            | 17.330 US gal (65.600 L)                        | 23.855 US gal (90.300 L)                                      |
| Pristajalna razdalja  | 6 000 ft                                                         | 6 450 ft                                        | 6 200 ft (1 875 m)                              | 5 950 ft (1 813 m)                                            |
| Dolet z maks. tovorom | 2 720 nmi                                                        | 3 875 nmi                                       | 2 800 nmi (5200 km)                             | 3 735 nmi (6 920 km)                                          |
| Dolet z maks. gorivom | 3 750 nmi                                                        | 4 920 nmi                                       | 4 700 nmi (8 704 km)                            | 5 750 nmi (10 650 km)                                         |
| Potovalna hitrost     | 495 vozlov (570 mph) na 28 000 ft in 180,000 lb                  | 520 vozlov (598 mph) na 23 000 ft in 260 000 lb | 526 vozlov (604 mph) na 25 000 ft in 210 000 lb | 480 vozlov (890 km/h)                                         |
| Širina trupa          | 12 ft 4 in (3.76 m)                                              | 12 ft 4 in (3.76 m)                             | 12 ft 4 in (3.76 m)                             | 12 ft 4 in (3.76 m)                                           |
| Motorji (4 x)         | Pratt & Whitney JT3C-6 11 200 lbf dry 13,000 lbf water injection | Pratt & Whitney JT4A-3s 15,800 lbf dry only     | Pratt & Whitney JT3D-1 17,000 lbf               | PW JT3D-3: 18,000 lbf (80 kN) PW JT3D-7: 19,000 lbf (84.4 kN) |

Viri: